# St. Bernhard (Mainz)

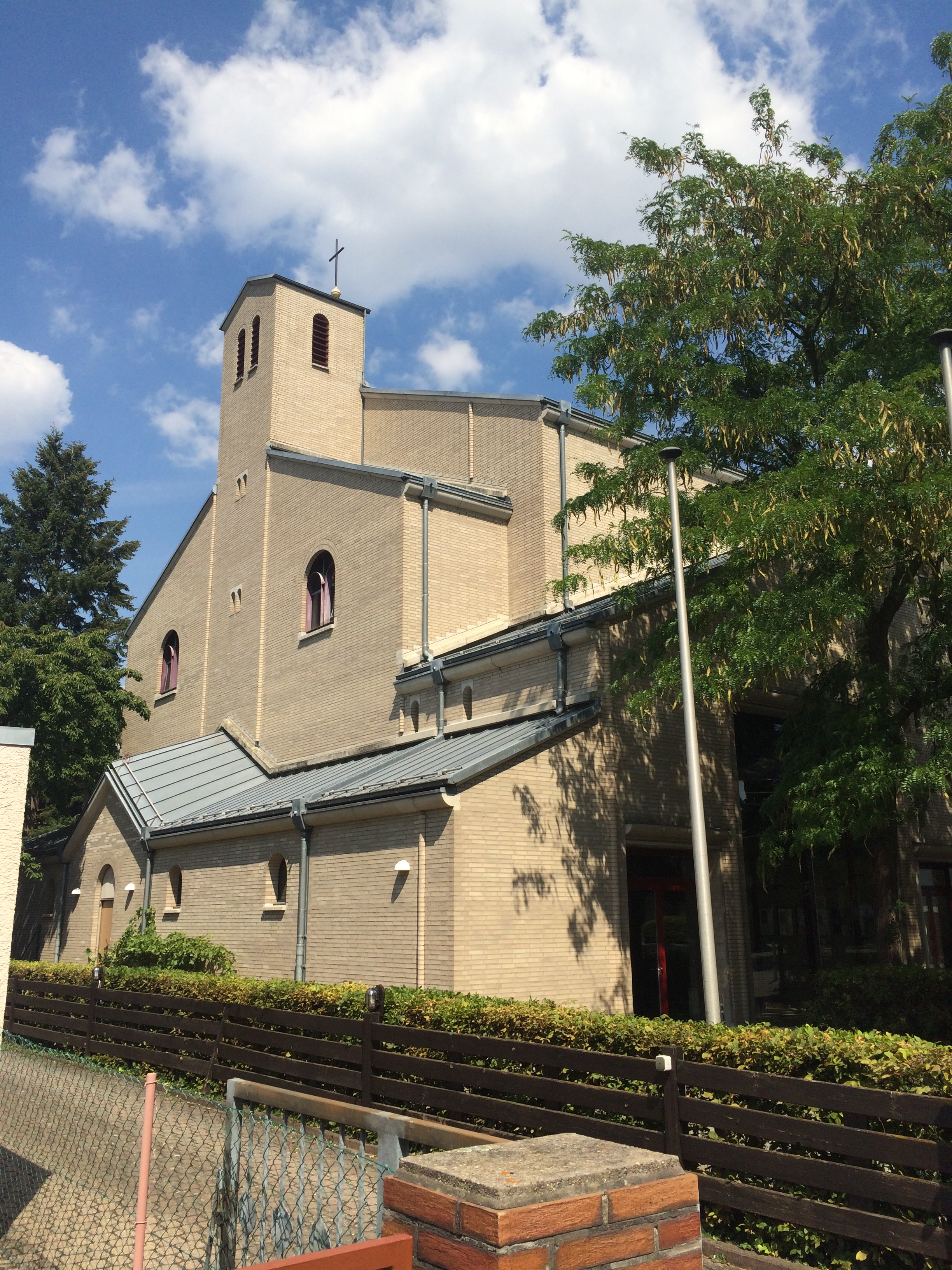
St. Bernhard

St. Bernhard ist eine Bernhard von Clairvaux geweihte katholische Kirche im Mainzer Ortsteil Mainz-Bretzenheim. Zusammen mit den Pfarreien St. Achatius, St. Georg und St. Stephan (Mainz-Marienborn) ist sie eines von vier Gotteshäusern der Pfarrgruppe Zaybachtal.

## Geschichte
Die Geschichte der jungen Gemeinde beginnt mit der Errichtung eines Gemeindezentrums im Jahr 1973. Aufgrund des weiteren Anstiegs der Katholikenzahl im stark wachsenden Stadtteil Bretzenheim wurde das Mainzer Architekturbüro Grüneberg und Partner beauftragt, eine Pfarrkirche für das in den 1970er Jahren erbaute Gemeindezentrum zu entwerfen. Zuvor hatte man sich mit einer kleinen Kapelle dort begnügt, die mit einer Ausbaureserve versehen war.
Die Kirche aus Stahlbeton und Glas ist raffiniert gegliedert. Die einschiffige Hallenkirche mit nach unten abgesetzter Fassade integriert einen Dachreiter statt Kirchturm. Kirchtürme wurden in dieser Zeit vom Bistum Mainz nicht mehr gefördert. Die Architekten nutzten auch geschickt die Taufkapelle in Kombination mit der Säulenstellung der Vorhalle als ein Element der Fassadengliederung. Die Innenwände sind in Sichtbeton ausgeführt, außen ist die Kirche hell verklinkert. Kirchen in romanischem Stil waren das Leitbild für die gewählte Architektur. 
Am 10. Oktober 1992 wurde die moderne Kirche von Bischof Karl Lehmann feierlich eingeweiht.

## Namensgebung
Das Patrozinium der Kirche bezieht sich auf Bernhards Aufenthalt in Mainz im Jahr 1146, wo er gegen den Aufruf zur Ermordung der Juden als „Feinde der christlichen Religion“ durch Radulf den Zisterzienser Position bezog. Die Pfarrei unterhält eine Partnerschaft mit der Pfarrei St.-Bernard (geweiht 1959) in der Mainzer Partnerstadt Dijon.

## Orgel
In den ersten Jahren nach dem Bau der Kirche spielte man auf einer elektronischen Orgel. Da dieses Instrument musikalisch jedoch wenig überzeugte, begann die Suche nach einer hochwertigen Pfeifenorgel.
Die heutige Orgel ist ein Neubau des Orgelbauers Aristide Cavaillé-Coll für die Kirche Saint-Ferdinand-des-Ternes et Sainte Thérèse de l'Enfant-Jésus im 17. Arrondissement von Paris aus dem Jahr 1876/77. Das spätbarocke Gehäuse aus massivem Eichenholz wurde von Cavaillé-Coll wiederverwendet. Der fünfteilige Prospekt wird durch drei Rundtürme geprägt, die durch zwei Flachfelder verbunden werden. Im Jahr 1912 ging das Instrument in Privatbesitz über, 1951 erfolgte eine Umsetzung in die ev.-lutherische Kirche Oratoire de Louvre in Paris. In den Jahren 1971 bis 1997 war die Orgel in der ev.-luth. Kirche von Suresnes bei Paris aufgestellt und wurde 1998 an die Gemeinde St. Bernhard verkauft. Die Orgelbauer Berger und Swiderski restaurierten das Instrument, das am 17. Dezember 1999 von Generalvikar Werner Guballa eingeweiht wurde. Das Schleifladen-Instrument verfügt über elf Register, die sich auf zwei Manuale verteilen, das Pedal hat vier Transmissionen, die Traktur ist mechanisch.
| I Grand Orgue C–g3 |                  |     |
| 1.                 | Bourdon          | 16′ |
| 2.                 | Montre           | 8′  |
| 3.                 | Flûte harmonique | 8′  |
| 4.                 | Prestant         | 4′  |

| II Récit expressif C–g3 |                      |    |
| 5.                      | Cor de nuit          | 8′ |
| 6.                      | Viole de Gambe       | 8′ |
| 7.                      | Voix céleste         | 8′ |
| 8.                      | Flûte octaviante     | 4′ |
| 9.                      | Plein jeu IV         |    |
| 10.                     | Trompette harmonique | 8′ |
| 11.                     | Basson-Hautbois      | 8′ |

| Pedal C–f1 |                      |     |
|            | Soubasse (aus I)     | 16′ |
|            | Soubasse (aus II)    | 8′  |
|            | Basse (aus I)        | 8′  |
|            | Violoncelle (aus II) | 8′  |

- Koppel: II/I, I/P, II/P, II/I Sub
- Spielhilfen: Appel-Tritte für Nr. 10 und 11